# Tieste (Vario Rufo)
Tieste era una tragedia  composta da Vario Rufo in occasione del ritorno di Ottaviano Augusto dalle vittorie di Azio e d'Oriente nel 29 a.C.: fu il futuro princeps a commissionargliela ed ebbe un grande successo, tanto che Rufo ottenne un cospicuo premio in denaro. Di essa rimane un solo brevissimo frammento.

## Trama
(Da Quintiliano, Institutio Oratoria)
La tragedia ripropone il mito dei gemelli Atreo e Tieste: un conflitto continuo tra i due, dovuto ad una maledizione del loro padre Pelope. Dopo che Tieste decide di andare al banchetto allestito dal fratello, in un atto di riappacificazione, scopre che gli è stata imbandita la carne dei figli morti.